# 暮蟬悲鳴時
《暮蟬悲鳴時》（日語：ひぐらしのなく頃に）是日本同人社團07th Expansion所製作的同人遊戲以及依此改編的廣播劇、漫畫、電視動畫及電影。
原文標題中的使用紅色標記，中文則是青文版為「暮蟬鳴泣時」；尖端版為「暮蟬悲鳴之時」；台灣角川版為「暮蟬悲鳴時」；香港玉皇朝版標題則無特殊顏色標記。

## 概要
本作品為以昭和58年(1983年)之虛構村莊「雛見澤」（日语：／*）村為舞台，並以該村之古老習俗「绵流祭」（わたながし）為軸所引起的一連串連續死亡事件為題材之電子小說。作品中以平行的時間輪迴的形式，諷刺了人類深層充滿罪惡的本性，並在結局中指出只有團結一心才可以克服一切。
本作原先是以同人遊戲在日本Comic Market販售，在2004年5月時在官方網站公開體驗版後，由於以「結合日式恐怖要素的獵奇殺人」、「導入本格派的推理要素」等過去在同人遊戲界不甚被注意的題材為號召，且因故事謎題豐富、劇本完整等因素，作品的知名度因而一路水漲船高。原作的累計銷售量已超過5萬套，成為繼「月姬」以來又一以原創同人作品之名掀起熱潮之作。
挾此人氣之勢，本作亦朝廣播劇、漫畫、動畫等多方面跨平台發展。動畫於2006年4月起在電視播放。本作亦為首部宣布移植至PlayStation 2的同人遊戲（但目前已有花帰葬、MELTY BLOOD Act Cadenza兩部作品早本作一步完成移植）。
本作劇本與角色設定由07th Expansion之代表龍騎士07（竜騎士07）所擔任，並使用NScripter作為遊戲引擎。
背景音樂方面，出題篇的音樂是使用免費素材，解答篇則加入愛好此作之同人音樂家所貢獻的作品。

## 劇情
鹿骨市雛見澤村是一個人口未滿2000人的小村莊。此村過去曾因一水壩工程遭逢滅頂危機，幸而村民團結一致，阻止該工程的進行。水壩工程無限期凍結後的第5年（昭和58年），前原圭一隨著家人移居此村。圭一開朗的性格使他輕易和新學校的朋友們打成一片，然而他們和平的日子，卻在名為的祭典當天後開始產生變化。過去四年來當天都會發生一個人死亡、另一個人失蹤的事件。這也是雛見澤村裡的秘密所在。

## 內容與玩法
本作中不包含同人遊戲大部分都有的「18禁成人要素」。通常的同人遊戲，玩家碰上劇情的重點，會準備幾個選項，選擇會對劇情進行造成重大影響。但本作沒有那種選項，类似于有聲小說一般「並不存在任何能影響劇情的分歧選項」，玩家會將全篇故事從頭讀到尾，如同一般的小說，也就是說本作嚴格說來並不算是正統的「遊戲」。可是本作的最大特徵，就是故意不給選項直到故事結束，所有的玩家要解決事件的情報太少所造成的「玩家自己去推理、想像故事的謎題」這種形式。而且，全玩家都在同樣情報、同樣條件下開始討論事件，結果就造成上述的交流網站盛行了。
遊戲分為兩部份。第一部份為故事的前篇「出題篇」，為同一時間軸的不同平行世界，從各種角度給予謎題和線索；玩家在各個故事中一邊解開若干舊有線索之謎，一邊獲悉新的線索以對故事進行推理。然而故事結束後並不會給予答案，而是在故事的後篇「解答篇」才明示或暗示解答。
在開始遊戲後玩家只需閱讀畫面上主線劇情的內文，同時在適當時機會獲得「提示」，作為主線未提及的補充劇情。在完成一篇章後，玩家可獲得：
- 已完成篇章的章節跳躍模式（シナリオジャンプモード）：可讓玩家自行選擇欲回顧的故事位置
- 提示一覽（TIPS閲覧室）：可讓玩家回顧故事中出現過的所有提示
- 音樂室（音楽室）：收錄作品中配樂的相關資訊
- 小遊戲（ミニゲーム）（僅出題篇）：附贈的小遊戲
- 慶功宴（お疲れさま会）（僅出題篇）：故事主要人物齊聚一堂，共同對該篇章的內容進行詼諧的推理
- 工作室（スタッフルーム）：07th Expansion成員們的感謝詞
- 新篇章鎖定解除（新しいシナリオ）：玩家可選擇下一篇章以繼續進行遊戲

## 原作
| 2002 | 暮蟬悲鳴時 鬼隱篇      |
| 2002 | 暮蟬悲鳴時 綿流篇      |
| 2003 | 暮蟬悲鳴時 祟殺篇      |
| 2004 | 暮蟬悲鳴時 暇潰篇      |
| 2004 | 暮蟬悲鳴時解 目明篇    |
| 2005 | 暮蟬悲鳴時解 罪滅篇    |
| 2005 | 暮蟬悲鳴時解 皆殺篇    |
| 2006 | 暮蟬悲鳴時解 祭囃篇    |
| 2006 | 暮蟬悲鳴時禮           |
| 2007 | 暮蟬悲鳴時祭           |
| 2008 | 暮蟬鳴泣時絆 第一卷·祟 |
| 2008 | 暮蟬鳴泣時絆 第二卷·想 |
| 2009 | 暮蟬悲鳴時絆 第三卷·螺 |
| 2010 | 暮蟬悲鳴時絆 第四卷·絆 |
| 2011 |                        |
| 2012 |                        |
| 2013 |                        |
| 2014 |                        |
| 2015 | 暮蟬悲鳴時粹           |
| 2016 |                        |
| 2017 |                        |
| 2018 | 暮蟬悲鳴時奉           |

### 章節列表
- 出題篇：
  1. 鬼隱篇（鬼隠し編（おにかくしへん））、2002年8月發布
  2. 綿流篇（綿流し編（わたながしへん））、2002年12月發布
  3. 祟殺篇（祟殺し編（たたりころしへん））、2003年8月發布
  4. 暇潰篇（暇潰し編（ひまつぶしへん））、2004年8月發布
- 解答篇：
  1. 目明篇（目明し編（めあかしへん））、2004年12月發布
  2. 罪滅篇（罪滅し編（つみほろぼしへん））、2005年8月發布
  3. 厄醒篇（厄醒し編）
  4. 皆殺篇（皆殺し編（みなころしへん））、2005年12月發布
  5. 祭囃篇（祭囃し編（まつりばやしへん））、2006年8月發布
- Fan disc：
  1. 賽殺篇（賽殺し編（さいころしへん））
  2. 昼壞篇（昼壊し編（ひるこわしへん））
  3. 罰戀篇（罰恋し編（ばつこいしへん））
- Fan disc：
  1. 罰戀篇（罰恋し編（さいころしへん））
  2. 妖戰篇（妖戦し編（さいころしへん））
  3. 結緣篇（結縁し編（さいころしへん））
  4. 夢現篇（夢現し編（さいころしへん））
- 2013新增：Template:ひぐらしのなく頃に 拡～アウトブレイク～
  1. ～爆發～（～アウトブレイク～（さいころしへん））
- 2020新增：Template:ひぐらしのなく頃に 業
  1. 鬼騙篇（鬼騙し編（さいころしへん））

另有將刪除主線劇情的其餘故事集結為。

### 二次創作
同人界的二次創作活躍地進行，商業流通的文集（漫畫、和小說）大量出版。2006年史克威尔艾尼克斯創立「寒蝉鸣泣之时大賞」、募集二次創作小說。得獎作品《寒蝉鸣泣之时 語咄篇》被系列化、為本篇的衍生作品。
同人遊戲組織黃昏邊境發布以同人遊戲《暮蟬悲鳴時》為樣本開發的同人對戰動作遊戲《寒蟬黎明》，後來被移植到PSP上。

## 登場人物
注意：本表中文譯名並非全部為官方版本，而是網路上約定俗成的稱法。

### 雛見澤村（昭和）

#### 主線人物
前原圭一（聲：保志總一朗）
「鬼隱篇」的主角。出題篇的中心人物。
和當畫家的父親、母親三人住在一起。原本住在東京，因為某件事在昭和58年5月搬到雛見澤。
正直的熱血漢且好奇心重，只要有趣的話題馬上就會上鉤的行動派。
成績優秀腦筋轉得快，超會講話而且有和人共感的才能，因此有「語言魔術師」的另稱。
不過經常大意，常被沙都子和魅音整到。不擅長料理，光炒菜連家都快被燒掉了。
因受到父親的影響而自認是「萌的傳教士」。
有很強的行動力，對於自己認定的事立刻就會付諸行動，帶給雛見澤一股新風的存在。
喜歡蕾娜。
龍宮蕾娜（聲：中原麻衣）
「罪滅篇」的主角。
雛見澤出身，要上小學時因為父母工作的關係搬到茨城，比圭一早一年回到雛見澤。本名是龍宮禮奈（竜宮 礼奈），但回到雛見澤後，為了忘記以前不好的回憶而自稱「蕾娜（レナ）」，別人也就這麼稱呼了。
幫助剛轉學過來的圭一，不自覺衍生出善意的性格，也有害羞的一面。常被圭一和魅音當作開玩笑的對象。說話方式有「～嗎？～嗎？」「～喲？～喲？」等句尾會重複出現的特徵。
特技是料理，手藝很好。看到「好可愛」的東西會暴走，有不論大小弄到手就會「帶回家」的壞習慣。對象包括圭一、魅音、沙都子和梨花等同班同學，連巨大垃圾也不放過，所以大壩工事現場遺跡的巨大垃圾放置場就是她的寶山。
有很強的洞察力和推理能力，在「棉流篇」、「目明篇」中幾乎將詩音的行兇手法揭發。
某個角度來說和圭一的個性正好成對比。假如說圭一是猛烈燃燒的紅色火燄，那麼蕾娜就是靜靜燃燒的藍色火燄。
便服的裙子前面有開很深的縫隙。有一說是時裝設計師的父親（現已失業）或母親所設計的奇特服裝。
雖然也是由外地遷入，其實原先曾經居住雛見澤，後由於某些因素再次遷回。
喜歡圭一。
園崎魅音（聲：雪野五月）
「棉流篇」的主角。
比圭一和蕾娜大一個年級，且對圭一抱持好感，雖然作風大膽但也有害羞的一面，在班上當班長的領導型人物。
便服常攜帶裝有BB彈的模型槍。身任雛見澤御三家之首「園崎家」的下任家主（作品用語，一般稱為當家），為成為首領修習料理、合氣道、裁縫、花道、琴藝、鎗技、無線電，和直昇機操作等多種技能。
園崎家首領有在名字中添加「鬼」字的習慣，「魅音」的名字就是這麼來的。
有很強的領導能力，「祭囃篇」中作為分校社團總指揮打敗了正規特種部隊（山犬）。
積極的個性，交友不問性別、年齡，不讓周圍變得無趣，常帶領同學做有趣的事。只是無論行動或交談方式都有點大叔味（自稱也用「大叔」），缺點是不會看氣氛。
不擅長讀書，有時還會和低年級的圭一與蕾娜一起讀書或請教他們。興趣是紙牌類的非電子類型遊戲，放學後會以「社團活動」的名義，和圭一等人開心的玩各種遊戲。社團初創時很弱，自己經常是懲罰遊戲的常客，現在則為獲得第一不擇手段的玩家，進步程度讓眾人震驚。
喜歡圭一。
北條沙都子（聲：金井美香）
年級比圭一低的女孩，「祟殺篇」的主角。
有著預測對手的行動後事先設下陷阱的興趣，從惡作劇到認真程度都有，後山滿滿的都是她的陷阱領域。圭一經常會在進入教室時不慎正中沙都子的陷阱。
會用類似大小姐的說話語調，不過很多文法都用錯了，本人覺得是高格調，但旁人聽起來只覺得是挑釁。因為有這種口頭禪，所以感覺是個亂七八糟的人，個性也有些傲慢，討厭輸卻又不會記取教訓。
只要遇到和圭一有關的事就會燃起一股對抗意識，但因為年紀還太小所以常被魅音和圭一嘲弄而哭。
其實運動細胞很好，棒球更是擅長。討厭吃南瓜，每次都吃剩很多，而且分不出西蘭花（broccoli，綠色）和花椰菜（cauliflower，白色）。
把圭一當作自己的親生哥哥般依靠。
動畫新作《暮蟬悲鳴時業》和《暮蟬悲鳴時卒》中的沙都子為了實現梨花的夢想而和她一同就讀聖露琪亞學園，但在那裡卻只留下痛苦的回憶，對一心享受學園生活而不顧自己的梨花產生怨恨之心。及後重返雛見澤時得神秘人物艾烏亞賦予輪迴之力，決定利用這力量讓梨花的心屈服，亦因此成為「業」和「卒」實際上的黑幕。
在動畫中被艾烏亞稱為特異脊髓標本LD3105。
與後作《海貓鳴泣之時》的拉姆達戴露塔有關。
古手梨花（聲：田村由香里）
和沙都子同年級。「暇潰篇」的主角。
古手神社的獨生女，擔任每年六月「綿流祭」的巫女，據說是御社神轉生；同時是雛見澤御三家「古手家」的最後一人（親人都已去世）。
像小貓般的天真可愛，總是帶給周圍溫和的氣氛。可是有時舉止卻會出現與外表年齡不符的冷靜和神秘感。
第一人稱使用「（日語男性用語的「我」）」自稱，說話偶爾會有「〜的說（〜なのです）」「咪～（みぃ）」「咪啪～（にぱ〜）」「笑～☆」「fight、喔～」等等口頭禪，給人某種不可思議和可愛的感覺。
和好友沙都子一起住在神社集會所裡的小屋，一起出去的情況很多。雖然年紀小但擅長家事，特別是料理領域豐富。
偶爾會露出腹黑的性格，尤其是羽入闖禍時。和羽入的感官相通，由於羽入討厭吃辣，梨花有時會為了「懲罰」羽入而故意吃辣的東西。
與後作《海貓悲鳴時》的貝倫卡絲泰露有關。
園崎詩音（聲：雪野五月）
是和魅音同卵雙生的妹妹。「目明篇」的主角。
除了髮型、服裝和魅音略有不同外，外表和魅音完全一樣，就連雙親也都分不出來。因此以前還和魅音住在一起時，有時會互換身分來惡作劇。但基本上言行舉止都比魅音端正。
住在雛見澤山腳下名為興宮的地方，在那裡的家庭餐廳「Angel Mort」當服務生打工。也是入江當監督的新手球隊「雛見澤FIGHTERS」的幽靈經紀人。
喜歡悟史，但其後在OVA「結緣篇」轉而喜歡上圭一。
羽入（聲：堀江由衣）
在「祭囃篇」以「古手羽入」的身分轉學到雛見澤分校，梨花稱她為自己的遠親。
說話方式和梨花相同，第一人稱亦用男性用語「僕」。口頭禪為「啊嗚啊嗚～」（あぅあぅあぅ～），特徵是頭上有類似牛角的髮飾，其中一侧有巨大的伤痕。性格上較為懦弱，害羞。真實身分為「御社神」，在「祭囃篇」中轉生到真實世界。羽入的設定藍本是同人創作的將御社神擬人化的「尾八白」（讀音同樣是），再由龍騎士07與書迷交流而創造出的角色。
在「移植遊戲」中的真名為，是一種高分子生命體，與古手陸（聲：關智一）育有一女古手櫻花（聲：田村由香里），她的巫女服是古手陸幫她做的。
喜歡奶油類的小點心，害怕辣味的食物和酒類配在一起吃。
在「祭囃篇」以「古手羽入」的身分轉學到雛見澤分校，梨花稱她為自己的遠親。
在「目明篇」中，梨花被詩音注射不明藥劑時發出的聲音，似乎是在像身為旁觀者的羽入求救。
在真人電影《暮蟬鳴泣時》中，圭一用指甲抓破喉嚨時，雖然只有剪影出現，但明顯是羽入。
家人：古手陸（丈夫）、古手櫻花（女兒）、古手梨花（八代孫女）
動畫版人物設定坂井久太的畫風有讓人認為梨花與羽入有GL的關係，但《暮蟬鳴泣時煌》的聯動購入特典卻是羽入與梨花只披一條毯子裸身抱在一起。
原作遊戲中羽入是巨乳，但不知為何動畫中變成貧乳。
因為時常都處於旁觀者的身分而無法改變任何事情，羽入被戲稱為「無能神」。
另外，在《海貓鳴泣之時》中登場的魔女「菲薩莉露‧奧古斯托斯‧奧羅拉」真實身分也與她有關
能力：
於各平行世界無限輪迴，梨花的百年魔女性格也是因為不斷重複的輪迴而出現的。
於「祭囃篇」與「羞晒篇」中能使用停止時間的能力。
因為是御社神，所以除了八代孫女梨花之外，誰都看不見她，而羽入自己也摸不到任何東西。
雛見澤症候群L3以上時期可以感知道她的存在，如前原圭一、龍宮蕾娜等。
武器：
鬼狩柳櫻：原名「柳櫻」，是一支木劍。
神之世界：於格鬥遊戲「暮蟬鳴泣時 破曉時分」登場。
北條悟史（聲：小林優）
和魅音同年級，是沙都子的哥哥，沙都子喜歡叫他「兄兄（にに）」，在圭一轉學的一年前，綿流祭的數日後失蹤。
有著溫柔的大人性格，困擾時會發出「唔…」的聲音，總覺得讓人有點靠不住的氣息。
和沙都子相反是文類不運動的人，因入江的勸誘加入雛見澤FIGHTERS。在隊中號稱有三成的打擊率，但正式比賽時反而很弱。和沙都子一樣，分不出青花菜和花椰菜。

#### 興宮署
大石藏人（聲：茶風林）
任職興宮警局，基層爬上來的老刑警。
認為每年雛見澤怪死事件，都是基於一個意志（園崎家）所犯下的連續殺人案，因為想在明年退休前解決事件而燃燒著執念。
雖然年齡已近退休，不過由於柔道的鍛鍊，腕力和握力都相當不簡單，被他抓住的大概都動彈不得了。非常壓迫性的說話方式和粘著式的追問，讓聽者覺得很不愉快。也因為對雛見澤連續怪死事件相當執著，所以村人不想和他扯上關係。
赤坂衛（聲：小野大輔）
「潰暇篇」的主角。
是警視廳公安部所屬的刑警。因建設大臣的孫子遭誘拐一案來到雛見澤，和大石與梨花相遇。
在警校因為優越的成績常是爭奪主席的精英。有名為雪繪的妻子，「暇潰篇」的時間點她已經在預產期。
學生時代有在玩麻將。都内，特別是常出入高田馬場一帶的高賭率麻將場，以「馬場的衛」之名著稱的麻將高手。不過因為賭率太高被各地的麻將館禁止進入，而且為了當時喜歡的雪繪，現在已經不玩了。雖說如此，但實力毫無減損，依然以專家級的實力自豪。

#### 主角身邊的其他人物
富竹次郎（聲：大川透）
一年約兩到三次會來到雛見澤，從東京來的自由攝影家。本人自稱專門攝影野鳥和風景。
「富竹次郎」是筆名，真名不詳。
喜歡鷹野三四。
鷹野三四（聲：伊藤美紀）
本名田無美代子（聲：大浦冬華），「三四」是由於日語中與「美代」同音而得來。在入江診療所任職的護士。「祭囃篇」的主角。
平常知性且平易近人，有時會有看不起人的態度，偶爾也有興奮的一面（興奮時會發出和梨花同樣聲音）。
無藥可救的超自然現象愛好者，對雛見澤的暗黑史和殘酷儀式有興趣，以民俗學的立場把研究當成畢生的事業。對雛見澤怪死事件作了各種推論，告訴村裡的小孩。另一方也有觀察野鳥，收集玩偶等正常興趣。似乎常和富竹次郎走在一起。
喜歡富竹次郎。

雛見澤大災害的實行者。在將梨花的母親殘忍的殺害後，偽裝成自殺的樣子。是一位為達目的不擇手段的科學家。
仰慕身為救命恩人的「祖父」：高野一二三（たかの ひふみ），繼續研究關於雛見澤症候群。
其過去十分悲慘，雙親在事故（原作與漫畫是鐵道事故，動畫則是巴士車禍）中身亡，在領養設施遭受非人道的待遇。在逃出設施與其父的恩師高野一二三聯繫。改姓「鷹野」的原因是因為日文中「鷹野」與「高野」同音，另外希望自己的研究不是因為出於私情才開始的。
不過要注意的一點是，鷹野並不完全是雛見澤連續怪死事件的犯人。

與後作《海貓鳴泣之時》的拉姆達戴露塔有關。
入江京介（聲：關俊彦）
雛見澤唯一的醫療設施，入江診療所的院長。雖然診所病患很少，但考量到建築和醫療團隊，以一個村子的診療所來說算是相當大的規模。擔任村裡棒球隊「雛見澤FIGHTERS」的監督，還有流綿祭實行委員會的一員，喜愛人叫他監督，積極的和村裡接觸，也當園崎家的家庭醫師。
雖然年紀輕，但口吻和行事的冷靜有大人的味道，所以深獲村民信賴。可是，無差別的喜歡女僕而且是公開發言。擁有名為的固有結界，興奮之時有時還會暴走。
進入「女僕模式」時能接下兩次蕾娜鐵拳。
知惠留美子（聲：折笠富美子）
圭一學校的老師。雛見澤興建大壩抗爭當時，比起大壩推進派的方針更加擔心雛見澤分校廢校問題，於是不理教育委員會指示自行就任。大壩抗爭後在後町會的運作下正式以分校教師身分赴任。以孩子為第一優先考量的好老師，被村民深深信任著。
瘋狂的咖哩狂。每天三餐都是吃咖哩，不能原諒說咖哩壞話的學生。結果校舍內連「咖哩菜園」都開墾了。
月姬知得留的歡樂化角色。（但有向TYPE-MOON取得同意，喜歡咖哩的設定相同。）還有，聲優也和真月譚月姬的Ciel相同。因為原作的影響所以投票目標就是第七名的慣例，公式網站第一回、第二回人氣投票、戀愛配對投票（和咖哩配對）都確實是第七名。
前原伊知郎（聲：松本保典）
圭一的父親。職業名義上是畫家，但其實是同人作家的樣子，筆名是「前原畫伯」。同人誌是本職還是副業不清楚，但似乎是相當的大手社團。
性格是自我中心，工作沒靈感時常會不高興。
算得上是有錢人（身為兒子的圭一倒沒什麼自覺）。剛搬到雛見澤就建了一個大房子，所以村人都暗稱「前原宅邸」。不過圭一說大半都是他的工作場所，禁止出入。
前原藍子（聲：松井菜櫻子）
圭一的母親。擅長料理又是推理小說愛好者。有時會為了幫忙和圭一父親一起去東京。
女子大學出身，對圭一的教育很熱心。和鄉下人有點性向不合，所以不曾參加過村子舉行的「婦女會」，和村民不怎麼親近。和蕾娜倒是關係不錯，一起去買東西，也會分給蕾娜一些醃漬物和小菜。

#### 園崎組
園崎茜（聲：井上喜久子）
魅音和詩音的母親，丈夫是「園崎組」的組長也是大幹部，表面上是園崎新興事業公司的社長，所以大石也常諷刺的叫「園崎社長」。
本來下任首領不是魅音而是她，和園崎魎切斷親子關係後失去下任首領資格。因園崎家首領有在名字加上鬼的習慣，所以原本的名字叫作，和本家斷絕關係後改名為（二字均有之讀法）。
葛西辰由（聲：立木文彦）
「園崎組」（勢力圈為鹿骨市一帶）的幹部。負責照顧詩音兼保鑣，墨鏡和領帶是他的註冊商標。
過去被稱為「霰彈鎗的辰」的恐怖武鬥派，正如其名精通霰彈鎗和來福鎗等各種鎗類。在多次的鬥爭中相當活躍，只要是有關茜過去的武鬥史，葛西的名字幾乎都會登場。是茜打從心底相信的人物，常跟隨在身邊。所以大石稱葛西為「園崎茜的心腹」。現在已經從第一線退下來擔任相談角色，不過長相在興宮一帶還是很有名。

### 漫畫中的登場人物

#### 鬼曝篇
公由夏美（聲：水橋香織）
「鬼曝篇」的主角，剛從雛見澤搬出來的高中女生。暗戀著藤堂曉，因怕被藤堂曉知道自己是從雛見澤搬出來，備受壓力，期望可回復過往一家和諧的生活。雛見澤滅村後，風土病升級到等級五，殺了自己的外婆、父親和母親，產生自己母親才是兇手的幻覺。
藤堂曉（聲：日野聰）
暗戀著公由夏美，曾向公由夏美表白，是公由夏美的唯一精神支柱。
公由秋（聲：谷育子）
公由夏美的外婆，一直反對搬出雛見澤。個性溫柔，愛護公由夏美。雛見澤大災害發生後，認為這是御社神作祟，便不斷祈福。甚至不惜溺斃幼犬獻祭，令公由夏美感到壓力而遭殺害。
公由春子（聲：平松晶子）
公由夏美的母親，個性決斷，並非雛見澤的原居民。雛見澤大災害發生後，經常與家人爭執。後來目擊了公由夏美殺害外婆的經過，便被公由夏美把責任推卸在自己身上後被殺。
公由冬司（聲：藤原啟治）
公由夏美的父親，和家人從雛見澤搬出來。個性溫柔，家中事通常由妻子主導。在公由夏美殺掉外婆後，於勸告夏美到警察局自首時遭殺害。

#### 渡夜篇
故事發生於雛見澤大災害後的二十年。
和罪滅篇是同一個主軸，但不同的是：二十年前，興宮警方和龍宮蕾娜無法達到交涉，最後蕾娜引爆汽油，將校舍內的人質包括自己全部炸死。而當時罹難者名單中，出現「園崎魅音」...
乙部彰（聲：宮田幸季）
「渡夜篇」的主角，外表和悟史長得非常相似。原先居住在鄉下，深信自己不應該被埋沒在此地，所以不顧雙親反對上了東京，卻因玩樂而負債破產，和真知、芥川以及千秋等一行人，來到雛見澤廢村燒炭自殺，但自己並未服下自殺用的安眠藥，還拿走了千秋小姐所持有的亡夫鉅額遺產，與芥川他們告別不久後不慎摔落山谷，並遇到了「園崎魅音」。
荒川龍之介（聲：前野智昭）
暢銷自由記者。為雜誌「幽靈村大特集號」做專輯報導而特地單獨一人隻身到雛見澤取材，但雛見澤發生了許多會讓讀者難以置信的事情，讓他不知該如何報導。
十和田八重（聲：新谷良子）
是工大學時代的戀人，甚至同居。一直忍耐著工的脾氣和他的暴力，但最後忍到了極限，決定將工騙往無人的雛見澤，把他灌醉後勒斃殺害。
黑澤工（聲：石田彰）
八重的戀人，酒量極差，第一次就喝醉了。原本和八重的感情不錯，但在無法實現夢想的情況下，個性一天比一天暴躁。之後因誤會八重說他是小白臉開始對她施暴，從此變得只要力不從心就施以暴力，只要打到他滿意為止就會停手，並一直哭著對她道歉，但其實心裡一直對自己如此的行為感到愧疚。

#### 崩潰篇
香坂瑞穗
圣露西亚学园的学生，诗音的同班同学。圣露西亚学园游泳池中数学老师异常死亡事件的第一发现人，诗音被派往「劳动服务」（监视）的对象。据学校内广为传说的故事：「她小时候差点被祖母杀掉，亲眼看见父亲为保护她而死掉」。诗音因此将其当做“难友」而与其交上了朋友。事實上，「她小时候差点被祖母杀掉，亲眼看见父亲为保护她而死掉」的故事是她創造出來的。曾遇見一名名叫「鳳咲」的少女，「鳳咲」似乎就是游泳池中数学老师异常死亡事件和女學生墜樓事件的兇手。
鳳咲
在瑞穗面前出現的謎之少女，其外表與言行都十分中性。
住友 由香里
詩音的班級1年花組的級長。
瑪莉亞修女
擔任學園風紀的修女。

### 「移植遊戲」中登場人物

#### 「絆」中登埸人物
南井巴（聲：井上奈奈）
在「絆」第一卷登場。「解答篇」主人公、「額外故事」中重要人物的一人。垣内署・刑事一課所屬的女刑警（階級為警部）。在第四卷所屬於警視廳廣報室。29歲。
藤田慎吾（聲：千葉進步）
巴的部下，於第一卷登場。
南井圓（聲：下田麻美）
巴的妹妹，與姊姊同樣是警官，性格與姊姊成對比，是個樂天派。
反町美雪（聲：澤城美雪）
於「絆」第三卷登場。
尾崎渚（聲：仁後真耶子）
於「絆」第三卷登場。茨城出身、但因為某些緣故移居垣内的少女。蕾娜引起的傷害事件中的期中一名被害者，與蕾娜是小時候的朋友。

## 用語

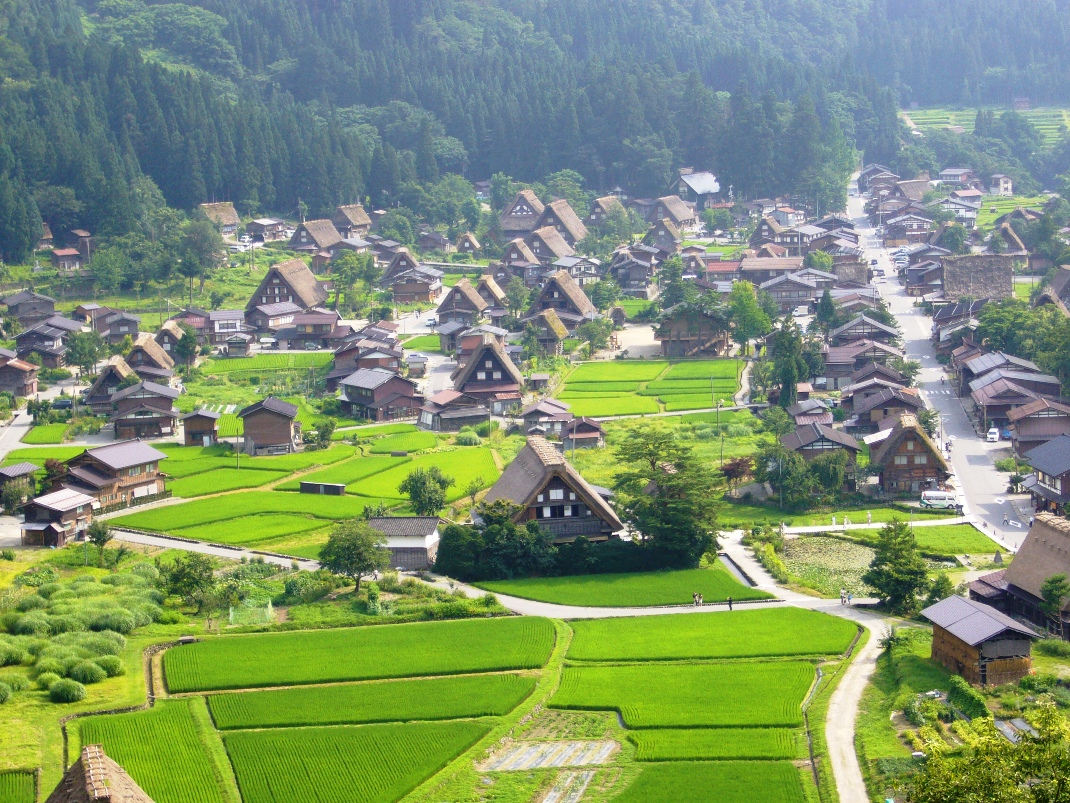
雛見澤村風景原型：白川鄉（岐阜縣大野郡白川村）

注意：本表中文譯名並非官方版本，而是網路上約定俗成的稱法。
芙蕾蒂利卡＝比露卡斯蒂魯（Frederica Bernkastel）
各篇開頭出現的謎之書作者。名字以外一切不明，可能是德文。Frederick的女性用法，源自德語。
原作者將本作中的古手梨花作為「奇蹟的魔女」Bernkastel（貝倫卡絲泰露）在新作品《海貓悲鳴時》中出場。間接證明了Frederica Bernkastel就是古手梨花的意志之事實。
一些雜談中提到，加一劃就變成（古手梨花）。
在「赛杀篇」中作为古手梨花为自己取的名字，源于葡萄酒瓶上的某英文名。
另外在台灣青文所代理的皆殺篇漫畫中被翻譯成菲蕾德翠卡・貝爾卡斯特魯。
雛見澤村
距離XX縣鹿骨市一段距離，在縣境（鄰縣市岐阜縣）不到兩千人的小村莊。古代被稱為鬼之淵（鬼ヶ淵（おにがふち））村。雖然叫雛見澤「村」，但其實也不過是鹿骨市內的小聚落罷了，有著豐富的天然資源和清澈的空氣，是這個作品的主要舞台。有學校，但只是一間教室不多的舊校舍，村中大半小孩都會在這上學。主要設施還有診療所、古手神社等等。
於昭和五十四年開始，在雛見澤每年都會發生一人死亡和一人失蹤的怪象，當地人說這是御社神作祟，被選中的一人會遭受天罰、另一人則遭到鬼隱。
興宮
從雛見澤騎腳踏車大概要近一個小時的小町，村民也常來這買東西。主要設施有警局、圖書館、家庭餐廳Angel Mort、玩具店、棒球場、Seven mart（超商）等等。
八代神／御社神
漢字寫法雛見澤作祟的守護神名字，在古手神社祭祀著。
另外由於自古流傳的說法，古手家每隔八代第一個出生的女孩子將會被認定是的轉世。因此在另一層意義上，也有的說法。
傳說中降伏了過去從鬼淵湧出的食人鬼，讓想改過向善和人住在一起的鬼擁有人的外貌，為了讓人和鬼和平共處，留在村裡永遠守護著他們。
為了守護那些成為仙人（人與鬼的混血）的村民們，禁止村人出去，也禁止外界侵入此地進行交流活動，同時設立了許多戒律。
大部分版本多翻譯為御社神。依據的漢字寫法而來。
綿流祭
每年6月的第3—4個星期日選擇一天進行，雛見澤最大的祭典。大壩戰爭前，雛見澤御三家和町會的一部份人，會在町會舉行一個小小的酒會。
慶祝冬天的結束，為了過冬而使用的棉被或棉衣（主要是裡面裝的綿花），古手神社的巫女會表演奉納的舞蹈供養，用祭祀用的鐵鍬撕裂布團割裂棉花流放河川，大致就是這樣的趣味祭典。
不過古代鬼淵的「綿流祭」正名據說為「腸流祭」（日語中和同音），是為了滿足鬼吃人慾望，而定時舉辦將人剖肚，取腸子放入流水，並將一人沉入沼澤的血腥儀式。
因此祭具室內的祭具全都是拷刑用具（例如祭典時梨花用來扒棉花用的鐵鎬）。
每年綿流祭之日會有一人死亡一人失蹤，所以村人普遍稱為「御社神大人的作祟」。
御三家
從以往就實質支配著雛見澤，指公由家、古手家、園崎家等三家。
過去的公由家當村長代表村子，古手家是信仰中心的古手神社神主，園崎家從以往就擔任村子的警察。從古就大概維持著均衡的勢力，村子有重要事情就由御三家協議決定。
現代御三家的勢力分佈，由戰後復興事業成功的園崎家壓倒性為首，接著是公由家（村長），最後是因太平洋戰爭親戚都去世而僅剩古手梨花的古手家。所以御三家的協議只剩下名義，實際上雛見澤的一切由園崎家決定。
社團活動
由園崎魅音在昭和57年所創設。主要就是放學後在教室玩各種遊戲。遊戲主要是魅音收集的各種非電子類遊戲，例如桌上遊戲或去操場玩運動類遊戲。輸掉會有可怕的或丟臉的懲罰遊戲在等著。而且，「為了獲勝不擇手段」，因此得在一開始定好的規則下努力求生，經常不斷上演著激烈的鬥爭，有時甚至會違反公序良俗，把周圍的人捲進來也是家常便飯。
拿到最後一名時才會發揮的前原圭一逆轉戲碼，不單只是厲害，甚至能讓玩家陷入狂熱之中。
最常懲罰的方式就是穿上入江提供的服裝。
雛見澤大壩建設計畫
讓整個雛見澤被水淹沒的大規模水壩建設計畫，由於日本高度經濟成長伴隨的治水和電力急需，全國開始大量建設水壩的時代背景。當然，村民一定極力反對。還發生了稱為「大壩戰爭」的全村性極端抵抗運動，結果在昭和54年底，大壩建設計畫被無限期凍結。
鬼淵死守同盟
為了讓雛見澤大壩建設計畫收回，由村民組成的抗爭團體，行使各種手段抵抗。御三家其中之一─—也是身兼村長的公由喜一郎擔任名義上的會長，握有實權的則是園崎家的首領——園崎お魎（魅音的祖母）。
同盟的結成及解散都是本篇以前的事。只是暇潰篇的時代舞台是同盟時期。
雛見澤大災害
政府的官方聲明，約是發生在昭和58年6月21日至6月22日深夜之間。從雛見澤水源地之一——鬼淵正下方的岩漿和溫泉，從那裡噴出具有猛列毒性的「火山瓦斯」（硫化氫、二氧化碳）。瓦斯數小時就流遍全村，死者約兩千名，行蹤不明約二十多人，據報導為周邊城鎮約60萬人避難的前所未見大災難（但並不是全篇都發生這場災害，「祟殺篇」、「皆殺篇」、「厄醒篇」、「祭囃篇」、「鬼曝篇」、「宵越篇」等篇中才有提到這場災害）。但詭異的是金屬之類的物體卻沒遭到腐蝕，以及填封火山瓦斯噴發處卻又實行毫無意義的長時間封鎖。
雛見澤症候群
只在雛見澤才有的風土病。在鷹野三四的剪貼記事本中，以宇宙人、地底人，或在寄生蟲傳說中登場。
訪問雛見澤也會被感染、主要傳播途徑為空氣感染，再與被感染者的粘膜、體液直接接觸也會感染。
L3至L5是指症狀的嚴重性，L5為末期。
症狀是在疑神疑鬼的狀態，通常會採取一些反社會行為，出現幻覺，到末期症狀會用手抓破頸動脈而死。
症狀來源源自於一種微小的寄生蟲，但並不是感染者都會發病，只要不離開雛見澤就不會有問題。
抑制這種病的來源不是雛見澤這個地方，而是「女王感染者」，女王感染者會像女王蜂一樣分泌一種費洛蒙，它能抑制當地人病發，而繼承這血脈的便是「古手家」。

## 外傳漫畫
暮蟬悲鳴時 鬼曝篇（ひぐらしのなく頃に 鬼曝し編）
- 作畫：鬼頭えん

| 集數 | 角川書店      | 角川書店               | 台灣角川       | 台灣角川               |
| 集數 | 發售日期      | ISBN                   | 發售日期       | ISBN                   |
| ---- | ------------- | ---------------------- | -------------- | ---------------------- |
| 1    | 2006年4月7日  | ISBN 978-4-04-713815-5 | 2006年10月25日 | ISBN 978-986-174-170-3 |
| 2    | 2006年9月21日 | ISBN 978-4-7575-2059-2 | 2007年1月30日  | ISBN 978-986-174-245-8 |

暮蟬鳴泣時 渡夜篇（ひぐらしのなく頃に 宵越し編）
- 作畫：みもり

| 集數 | 史克威爾艾尼克斯 | 史克威爾艾尼克斯       | 青文出版社     | 青文出版社             | 玉皇朝        | 玉皇朝                |
| 集數 | 發售日期         | ISBN                   | 發售日期       | ISBN                   | 發售日期      | ISBN                  |
| ---- | ---------------- | ---------------------- | -------------- | ---------------------- | ------------- | --------------------- |
| 1    | 2007年1月27日    | ISBN 978-4-7575-1931-2 | 2008年11月14日 | ISBN 978-986-209-600-0 | 2008年11月6日 | ISBN 978-988-801239-8 |
| 2    | 2007年8月27日    | ISBN 978-4-7575-2094-3 | 2008年11月30日 | ISBN 978-986-209-641-3 | 2008年12月3日 | ISBN 978-988-801263-3 |

暮蟬悲鳴時怪 崩潰篇（ひぐらしのなく頃に怪 現壊し編）
- 作畫：鬼頭えん

| 集數 | 角川書店       | 角川書店               | 台灣角川      | 台灣角川               |
| 集數 | 發售日期       | ISBN                   | 發售日期      | ISBN                   |
| ---- | -------------- | ---------------------- | ------------- | ---------------------- |
| 全   | 2007年12月20日 | ISBN 978-4-04-713996-1 | 2008年9月24日 | ISBN 978-986-174-807-8 |

暮蟬悲鳴時 短篇漫畫精選集（ひぐらしのなく頃にコミックアラカルト）
- 作者：Comp Ace編輯部

| 集數 | 角川書店       | 角川書店               | 台灣角川       | 台灣角川               |
| 集數 | 發售日期       | ISBN                   | 發售日期       | ISBN                   |
| ---- | -------------- | ---------------------- | -------------- | ---------------------- |
| 全   | 2007年12月20日 | ISBN 978-4-04-713976-3 | 2008年12月11日 | ISBN 978-986-174-917-4 |

暮蟬悲鳴時 療心篇（ひぐらしのなく頃に 心癒し編）
- 作畫：影崎由那

| 集數 | 角川書店      | 角川書店               | 台灣角川      | 台灣角川               |
| 集數 | 發售日期      | ISBN                   | 發售日期      | ISBN                   |
| ---- | ------------- | ---------------------- | ------------- | ---------------------- |
| 全   | 2009年3月26日 | ISBN 978-4-04-715215-1 | 2010年8月13日 | ISBN 978-986-237-706-2 |

暮蟬悲鳴時 雀（ひぐらしの哭く頃に 雀）
- 作畫：

| 集數 | 角川書店      | 角川書店               | 台灣角川       | 台灣角川              |
| 集數 | 發售日期      | ISBN                   | 發售日期       | ISBN                  |
| ---- | ------------- | ---------------------- | -------------- | --------------------- |
| 全   | 2010年3月26日 | ISBN 978-4-04-715416-2 | 2011年10月20日 | ISBN 978-986-287414-1 |

暮蟬破曉篇Portable（ひぐらしデイブレイクPortable）
- 作畫：

| 集數 | 角川書店       | 角川書店               | 台灣角川      | 台灣角川              |
| 集數 | 發售日期       | ISBN                   | 發售日期      | ISBN                  |
| ---- | -------------- | ---------------------- | ------------- | --------------------- |
| 全   | 2009年10月25日 | ISBN 978-4-04-715306-6 | 2011年9月20日 | ISBN 978-986-287311-3 |

暮蟬破曉篇Portable MEGA EDITION（ひぐらしデイブレイクPortable MEGA EDITION）
- 原作：07th Expansion、黄昏フロンティア（Alchemist）；作畫：ひらふみ

| 集數 | 角川書店      | 角川書店               |
| 集數 | 發售日期      | ISBN                   |
| ---- | ------------- | ---------------------- |
| 全   | 2011年1月22日 | ISBN 978-4-04-715604-3 |

暮蟬悲鳴時 絆（ひぐらしのなく頃に 絆）
- 作畫：日向ののか

| 集數 | 角川書店       | 角川書店               | 台灣角川      | 台灣角川              |
| 集數 | 發售日期       | ISBN                   | 發售日期      | ISBN                  |
| ---- | -------------- | ---------------------- | ------------- | --------------------- |
| 1    | 2011年3月26日  | ISBN 978-4-04-715660-9 | 2012年9月19日 | ISBN 978-986-287942-9 |
| 2    | 2011年11月21日 | ISBN 978-4-04-120009-4 | 2013年1月10日 | ISBN 978-986-325172-9 |

## 移植遊戲
PS2移植版：寒蝉鸣泣之时祭、寒蝉鸣泣之时祭 
PS2移植版，由Alchemist製作。2007年2月22日開始販售

由原著除之外以及新創作的3個章節構成。與原著有所不同的是故事最初是共通劇情以“選項”來導入不同章節。新增以下三篇：
- 盥回篇（盥回し編（たらいまわしへん））
- 憑落篇（憑落し編（つきおとしへん））
- 澪盡篇（澪尽し編（みおつくしへん））

為祭的加強版。2007年12月20日開始販售
有多處有改良，以下為主要改動
1. 祭時前半及中盤時圭一沒語音，カケラ遊び時加入語音。
2. 新增祭囃的TIPS。
3. TIPS加入語音。
4. 增加慶功宴

主題曲
- OP：
  - 作詞：志倉千代丸、作曲：志倉千代丸、編曲：磯江俊道
  - 歌：彩音

- 《罪滅篇》ED：escape
  - 作詞：志倉千代丸、作曲：志倉千代丸、編曲：磯江俊道
  - 歌：いとうかなこ

- 《澪尽篇》OP：
  - 作詞：志倉千代丸、作曲：志倉千代丸、編曲：上野浩司
  - 歌：彩音

- 《澪尽篇》ED：Friend
  - 作詞：志倉千代丸、作曲：志倉千代丸、編曲：川越好博
  - 歌：いとうかなこ

NDS移植版：
NDS移植版，由Alchemist製作。分為四卷發售，各自有不同的副標題。並有新增不同章節。
- 第一卷・祟（一個新增章節）
  - 鬼隱篇、綿流篇、祟殺篇
  - 新增章節：染傳篇（染傳し編（そめうつしへん））

- 第二卷・想（兩個新增章節）
  - 暇潰篇、目明篇
  - 新增章節：異本・晝壞篇（異本・昼壊し編）、影紡篇（影紡し編）

- 第三卷・螺
  - 罪滅篇、皆殺篇
  - 新增章節：渡夜篇（宵越し編）、解解篇（解々し編）

- 第四卷・絆
  - 祭囃篇、澪盡篇·表（澪尽し編・表）（PS2移植）、賽殺篇
  - 新增章節：言祝篇（言祝し編）、澪盡篇·裏（澪尽し編・裏）

主題曲
- 第一卷・染傳篇：
  - 作詞・作曲：志倉千代丸，編曲：磯江俊道
  - 歌：いとうかなこ

- 第二卷・影紡篇：
  - 作詞・作曲：志倉千代丸、編曲：村上純
  - 歌：諫山實生

- 第二卷・目明篇：you -Visionen im Spiegel
  - 作詞：癒月，作曲：dai，編曲：Morrigan
  - 歌：癒月

- 第三卷・罪滅篇：
  - 作詞・作曲：志倉千代丸，編曲：水野大輔
  - 歌：Cyua (from BETTA FLASH)

- 第三卷・終章：
  - 作詞・作曲：志倉千代丸，編曲：磯江俊道
  - 歌：Velforest.

- 第四卷・澪尽篇：Angelic bright
  - 作詞・作曲:志倉千代丸，編曲:磯江俊道
  - 歌：彩音

- 第四卷・賽殺編/言祝篇：
  - 作詞・作曲：志倉千代丸，編曲：川越好博
  - 歌：彩音

寒蝉鸣泣之时粹 （PS Vita、PS3）
是于2015年3月12日发售的完全版。收录了过去已发售的所有篇章共19个，并且有全语音配音。
寒蝉鸣泣之时奉 （Switch、PS4）
2018年7月26日由Entergram发售的Nintendo Switch上的移植版，2019年1月24日移植至PS4。
本作为《粹》的移植，内容和《粹》相同，同时增加原作《奉》的雏见泽停留所、寒蝉Outbreak、神奸篇及罚恋篇。
分辨率提升至1080p，增加了《粹》的快速答题的数量和难度，变更了小部分剧本解锁构成。
雏见泽停留所的原画变更为漫画版的作者ともぞ，登场角色的配音演员变更为舞台剧版的台上演员。

## 真人版電影
- 第一部《暮蟬悲鳴時》[5][6]：改編自鬼隱篇[7]。
- 第二部《暮蟬悲鳴時 誓》[8]：改編自贖罪篇。

## 廣播劇
《暮蟬悲鳴時》目前總共有2組廣播劇發行，2005年5月27日至2008年2月22日間發行。

## 外部連結
- （日語）07th Expansion官方網站 （页面存档备份，存于）
- （日語）廣播劇CD官方網站 （页面存档备份，存于）
- （日語）真人電影官方網站 （页面存档备份，存于）
- （日語）資料詳盡的日本wikihouse的暮蟬頁 （页面存档备份，存于）
- （日語）PS2與NDS移植版官方網站
- （日語）寒蝉鸣泣之时粹官方网站